# Ziegenburg (Marktschorgast)
Ziegenburg (oberfränkisch: Zimmborch) ist ein Gemeindeteil des Marktes Marktschorgast im Landkreis Kulmbach (Regierungsbezirk Oberfranken, Bayern). Die Gemarkung Ziegenburg hat eine Fläche von 1,387 km² und ist in 172 Flurstücke aufgeteilt, die eine durchschnittliche Flurstücksfläche von 8061,50 m² haben.

## Lage
Das Dorf liegt an der Eichleite (531 m ü. NHN). Im Ort entspringt ein namenloser rechter Zufluss des Perlenbachs.
Eine Gemeindeverbindungsstraße führt nach Gundlitz zur Kreisstraße HO 22 (2,6 km nördlich) bzw. nach Marktschorgast zur Kreisstraße KU 1 (1,8 km südlich).

## Geschichte
1348 wurde das Waldgebiet „Zigenpuhel“ erwähnt. Hier bauten die Herren von Wallenroth eine Burg. Diese wurde 1426 als „Ziegenburg“ erstmals urkundlich erwähnt. Zu dieser gehörten bereits ein Hof und eine Sölde.
Gegen Ende des 18. Jahrhunderts bestand Ziegenburg aus 12 Anwesen (9 Gütlein, 2 Häuser, 1 Mühle). Das Hochgericht übte das bambergische Centamt Marktschorgast. Die Dorf- und Gemeindeherrschaft hatte das Vogteiamt Marktschorgast. Alleiniger Grundherr war mittelbar das bambergische Kastenamt Stadtsteinach für die Amtsverwaltung Ziegenburg.
Mit dem Gemeindeedikt wurde Ziegenburg dem 1811 gebildeten Steuerdistrikt Marktschorgast zugewiesen. 1812 entstand die Ruralgemeinde Ziegenburg, zu der Rauhholz gehörte. Sie war in Verwaltung und Gerichtsbarkeit dem Landgericht Gefrees zugeordnet und in der Finanzverwaltung dem Rentamt Gefrees. Mit dem Zweiten Gemeindeedikt (1818) wurde Ziegenburg in die Munizipalgemeinde Marktschorgast eingegliedert. Ein Jahr später wurde Ziegenburg wieder selbständig. Zu der Gemeinde gehörten nun auch Mittelpöllitz, Oberpöllitz, Pulst, Rohrersreuth und Unterpöllitz. 1840 wurde die Gemeinde an das Landgericht Berneck und an das Rentamt Marktschorgast überwiesen (1919 in Finanzamt Marktschorgast umbenannt). Ab 1862 gehörte Ziegenburg zum Bezirksamt Berneck. Die Gerichtsbarkeit blieb beim Landgericht Berneck (1879 in Amtsgericht Berneck umgewandelt). 1929 wurde die Gemeinde schließlich an das Bezirksamt Kulmbach (1939 in Landkreis Kulmbach umbenannt) und das Finanzamt Kulmbach abgegeben. 1964 hatte die Gemeinde eine Fläche von 6,691 km². Am 1. April 1971 wurde diese im Zuge der Gebietsreform in Bayern nach Marktschorgast eingemeindet.
In die Schlagzeilen geriet das Dorf 2012 durch den Mord an Hannelore von Luxburg (auch bekannt als Susi Cartun), die in Ziegenburg ihren Wohnsitz hatte. Ziegenburg zeichnet sich unter anderem mit einem Blick in die Landschaft und Wanderwegen aus.

### Baudenkmäler
- Haus Nr. 17: Türrahmung mit Keilstein

### Einwohnerentwicklung
Gemeinde Ziegenburg
| Jahr      | 1840   | 1852   | 1855   | 1861   | 1867   | 1871   | 1875   | 1880   | 1885   | 1890   | 1895   | 1900   | 1905   | 1910   | 1919   | 1925   | 1933   | 1939   | 1946   | 1950   | 1952   | 1961   | 1970   |
| Einwohner | 273    | 321    | 345    | 372    | 354    | 307    | 309    | 318    | 308    | 285    | 263    | 263    | 253    | 231    | 228    | 220    | 221    | 186    | 246    | 229    | 211    | 175    | 130    |
| Häuser    |        |        |        |        |        | 42     |        |        | 41     | 42     |        | 44     |        |        |        | 35     |        |        |        | 38     |        | 39     |        |
| Quelle    | [ 16 ] | [ 16 ] | [ 16 ] | [ 17 ] | [ 18 ] | [ 19 ] | [ 20 ] | [ 21 ] | [ 22 ] | [ 23 ] | [ 16 ] | [ 24 ] | [ 16 ] | [ 25 ] | [ 16 ] | [ 26 ] | [ 27 ] | [ 27 ] | [ 27 ] | [ 28 ] | [ 27 ] | [ 10 ] | [ 29 ] |

Ort Ziegenburg
| Jahr      | 1809   | 1818  | 1861   | 1871   | 1885   | 1900   | 1925   | 1950   | 1961   | 1970   | 1987  |
| Einwohner | 81     | 88    | 173    | 126    | 149    | 108    | 103    | 99     | 83     | 49     | 31    |
| Häuser    |        | 14    |        |        | 23     | 23     | 19     | 20     | 21     |        | 16    |
| Quelle    | [ 30 ] | [ 9 ] | [ 17 ] | [ 19 ] | [ 22 ] | [ 24 ] | [ 26 ] | [ 28 ] | [ 10 ] | [ 29 ] | [ 2 ] |

Im 17. Jahrhundert standen im Dorf 17 Häuser und es hatte ca. 100 Einwohner.

## Religion
Ziegenburg ist seit der Reformation gemischt konfessionell. Die Katholiken sind bis heute nach St. Jakobus der Ältere (Marktschorgast) gepfarrt. Die Protestanten waren bis zur zweiten Hälfte des 20. Jahrhunderts nach St. Johannis (Wirsberg) gepfarrt, seitdem ist Marktschorgast zuständig.